# Eupithecia hombrilla
Eupithecia hombrilla là một loài bướm đêm trong họ Geometridae.